# Vi dör i natt
Vi dör i natt är en kommande svensk actionthrillerfilm, med premiär 2025. Filmen är regisserad av Richard Holm, med manus av Christin Magdu och Robin Sherlock Holm.
Filmen har biopremiär i Sverige den 24 oktober 2025, utgiven av Scanbox Entertainment.

## Handling
Vi dör i natt utspelar sig i en landsortsbutik där personal och kunder plötsligt hamnar i livsfara när ett våldsamt gäng jagar en skadad man som söker skydd hos dem. Instängda tillsammans tvingas de fatta svåra beslut om lojalitet och överlevnad, samtidigt som misstankar och hemligheter hotar sammanhållningen. Under nattens gång utvecklas en brutal kamp som blottlägger människornas mörkaste sidor.

## Rollista
- Amanda Lindh – Ellie[1]
- Christian Magdu – Francki[1]
- Emil Almén – Sture[1]
- Clara Christiansson Drake – Leo[1]
- Kristoffer Joner – Conny[1]
- Ia Langhammer – Elsa[1]
- Jonathan Fredriksson – Kim[4]
- Kardo Razzazi – Bengt[4]
- Kamjar Rezaei – Dominic[4]
- Emilia Roosmann – Isa[4]

## Produktion
Filmen är producerad av Christian Magdu för Rock Hammer Films. Filmen är inspelad i butiken Nisses i Rockhammar utanför Örebro.